# Munich Olympic Walk Of Stars
La Munich Olympic Walk of Stars è una famosa passeggiata all'interno dell'Olympiapark di Monaco di Baviera.

## Caratteristiche
Il progetto viene inaugurato nel 2003. Lungo il cammino sono esposte le impronte di personaggi "leggendari" nazionali ed internazionali della musica, dello sport e dell'intrattenimento che hanno ottenuto successi in almeno una delle grandi strutture dell'Olympiapark, tra le più note: Olympiahalle, Olympia Stadion, Olympic Hall ed Olympic Swim Hall. L'impronta viene ricavata dalla pressione delle mani della celebrità su un quadrato (90 x 90) di calcestruzzo fresco che, prima dell'esposizione, viene trattato con specifiche vernici contro il deterioramento.
"This is the home of the stars" (Questa è la casa delle stelle) è il messaggio del quale si avvale la MOWOS.

## Lista delle celebrità
Internazionali
- a-ha
- Aerosmith
- Alice Cooper
- Anastacia
- André Rieu
- Backstreet Boys
- B.B. King
- Boris Becker
- Bryan Adams
- Carlos Santana
- Cat Stevens
- Chris de Burgh
- Chris Rea
- Cliff Richard
- Dalai Lama
- David Copperfield
- Deep Purple
- DJ Bobo
- Earth, Wind & Fire
- Eddy Merckx
- Elton John
- Eros Ramazzotti
- Genesis
- Howard Carpendale
- James Blunt
- John Miles
- Jon Bon Jovi
- Julio Iglesias
- Kastelruther Spatzen
- KISS
- Kylie Minogue
- Lenny Kravitz
- Lindsey Vonn
- Lionel Richie
- Liza Minnelli
- Meat Loaf
- Metallica
- Michael Bublé
- Ozzy Osbourne
- Patrick Sercu
- Peter Maffay
- R.E.M.
- Roger Waters
- Ronan Keating
- Scorpions
- Shania Twain
- Simply Red
- Snoop Dogg
- Status Quo
- Supertramp
- Tom Jones
- Udo Jürgens
- The Undertaker
- Zucchero Fornaciari

Nazionali
- Blacky Fuchsberger
- David Garrett
- Die Toten Hosen
- Die Fantastischen Vier
- Felix Neureuther
- Fritz Rau
- Helene Fischer
- Henry Maske
- Ingo Schultz
- James Last
- Katarina Witt
- Kati Winkler
- Maria Riesch
- Michael Stich
- Nena
- Rammstein
- René Lohse
- Westernhagen
- Xavier Naidoo